# 巴廖尼酒店集团
巴廖尼酒店集团（Baglioni Hotels），是本部位於義大利的酒店集團，創建于1974年，Roberto Polito 在托斯卡纳区 Punta Ala 镇购买了第一家酒店（Cala del Porto)。之后，他与妻子莉莎一起在意大利、法国和英国开了数家酒店。

## 酒店架构
巴廖尼酒店集团集团包括米兰巴廖尼卡尔顿酒店 (Carlton Hotel Baglioni)，佛罗伦萨巴廖尼圣十字君主酒店 (Relais Santa Croce)，威尼斯巴廖尼月桂酒店 (Luna Hotel Baglioni)，罗马巴廖尼王后酒店 (Regina Hotel Baglioni), 位于托斯卡尼最早的Hotel Cala del Porto和Baglioni Resort Allieluja, 以及伦敦巴廖尼酒店 (Baglioni Hotel London （页面存档备份，存于）)。在法国，还拥有格里斯别墅 (La Villa Gallici)和圣保罗酒店 (Le Saint Paul)。
巴廖尼酒店集团为世界豪华酒店组织The Leading Hotels of the World （页面存档备份，存于）以及Relais & Chateaux精品酒店集团的成员，也是美国运通FHR 以及知名的美国旅游网站Virtuoso和Signature的成员之一。

## 酒店历史
- 1974年，Roberto Polito于托斯卡纳创办了第一家巴廖尼酒店
- 1988年，威尼斯月桂酒店建立
- 1989年，罗马王后酒店开办
- 1992年，米兰卡尔顿酒店加入集团
- 1998年集团于法国买下了三家酒店
- 2004年，巴廖尼酒店集团在伦敦建立了巴廖尼酒店，第一次将酒店品牌带出意大利
- 2004年至2013年，巴廖尼酒店集团旗下所有酒店均被世界旅游大奖[2]评选为意大利优秀酒店，同时被Travel+Leisure杂志提名为意大利500个优秀酒店[3]
- 2008年威尼斯月桂酒店入选Condé Nast Traveller金级酒店[4]
- 2009年，佛罗伦萨的圣十字君主酒店加入巴廖尼酒店集团
- 2014年，巴廖尼酒店集团庆祝其四十周年纪念
- 2022 年，巴格里奥尼酒店集团与前身为 Palace Resorts 的 [5] 建立了金融合作伙伴关系。
- 2023 年 2 月，米兰 Casa Baglioni 酒店在历史悠久的布雷拉区开业，该区是 20 世纪 60 年代装饰艺术运动的发源地。
- 2023 年 9 月，Baglioni Maldives 成为全包式度假村，这是该品牌首个采用这种模式的酒店。
- 2023 年 10 月，Guido Polito 离开了巴格里奥尼酒店及度假村首席执行官的职位，Massimo Baldo 成为该品牌欧洲区的新任副总裁。
- 2023 年, The Palace Company[6] 成为 Baglioni Hotel & Resorts 的唯一股东，整合了墨西哥酒店集团在墨西哥、加勒比海、欧洲和马尔代夫的全包式度假村
- 在2024年9月，Baglioni Relais Santa Croce更名为Baglioni Hotels and Resorts的Palazzo Firenze，这是佛罗伦萨这家豪华酒店的新形象。